# Ходуля Ілля Вікторович
Ілля Вікторович Ходуля (нар. 16 червня 1989, Запоріжжя) — український футболіст, захисник клубу СК "Полтава".

## Життєпис

### Ранні роки
Вихованець ДЮСШ міста Покров і запорізького «Металурга». У 2002—2003 і 2006 роках провів 25 матчів та забив 1 м'яч у чемпіонаті ДЮФЛ. Із травня по липень 2007 року зіграв 6 матчів за кіровоградську «Зірку» в чемпіонаті ААФУ, а з червня по листопад того ж року провів 16 поєдинків у складі Покровського «Авангарда» в чемпіонаті Дніпропетровської області.

### Клубна кар'єра
3 квітня 2008 дебютував на професіональному рівні за «Металург-2» у виїзному матчі Другої ліги проти клубу «Суми». Усього за фарм-клуб запорізького «Металурга» зіграв 8 зустрічей. Другу половину року провів знову в аматорському «Авангарді» з Покрова, за який зіграв у 9 поєдинках і забив 1 м'яч у чемпіонаті області.
На початку 2009 року перейшов у молдовський клуб «Ністру» (Атаки), в складі якого провів 8 матчів у Національному дивізіоні. На початку серпня того ж року поповнив ряди могильовського «Дніпра», проте в чемпіонаті за нього так жодного разу і не зіграв, провівши лише 11 зустрічей за дублювальний склад команди.
На початку 2010 року поповнив ряди клубу «Гірник-спорт», за який зіграв 9 матчів у Другій лізі і 3 зустрічі в першому і єдиному розіграші Кубка української ліги, зігравши, в тому числі, у фінальному поєдинку проти вінницької «Ниви». У другій половині року виступав також у складі друголігового донецького «Олімпіка», провів 14 матчів у першості, чим допоміг команді за підсумками сезону стати переможцем турніру та право на підвищення у класі.
У сезоні 2011/12 виступав за кам'янську «Сталь», зіграв 21 матч у першості та 2 поєдинки у Кубку України. У липні 2012 року поповнив ряди криворізького «Гірника», за який потім виступав протягом трьох сезонів, провівши за цей час 57 матчів (в яких забив 1 гол) в лізі і 3 зустрічі в Кубку. У сезоні 2013/14 допоміг команді посісти у Другій лізі 4-е місце, яке дало право на підвищення у класі, завдяки чому наступного сезону І. Ходуля дебютував у Першій лізі, де, однак, зіграв лише у двох поєдинках.
У червні 2015 року перейшов в «Інгулець», до складу якого спочатку був заявлений для виступів в аматорських турнірах, де провів 3 матчі й забив 2 м'ячі в чемпіонаті ААФУ, а потім продовжив грати за клуб із Петрового й на професіональному рівні у Другій лізі. Наприкінці грудня 2016 року залишив петрівську команду.

## Досягнення
- Друга ліга чемпіонату України:
  -  Чемпіон (1): 2010/11
  -  Бронзовий призер (1): 2015/16

- Кубок Ліги:
  -  Фіналіст (1): 2009/10